# Recyclinghof

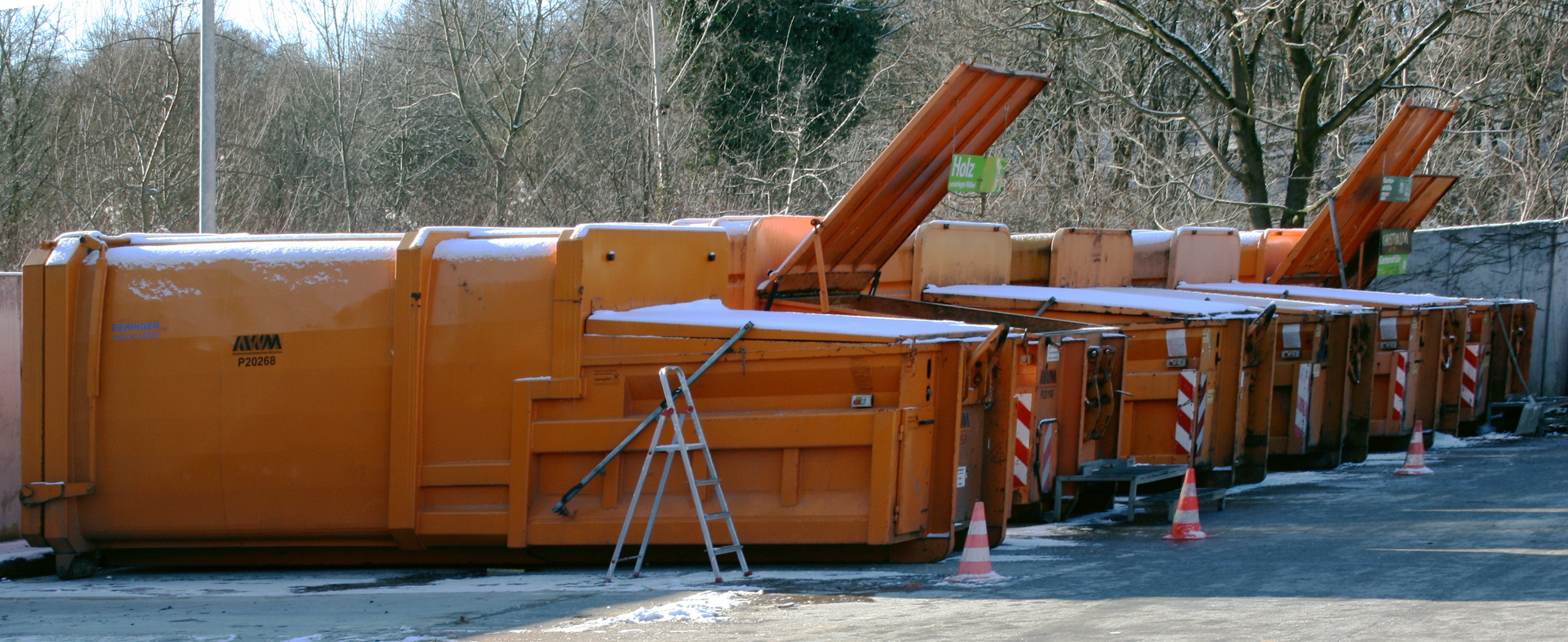
Container mit Pressen im Wertstoffhof

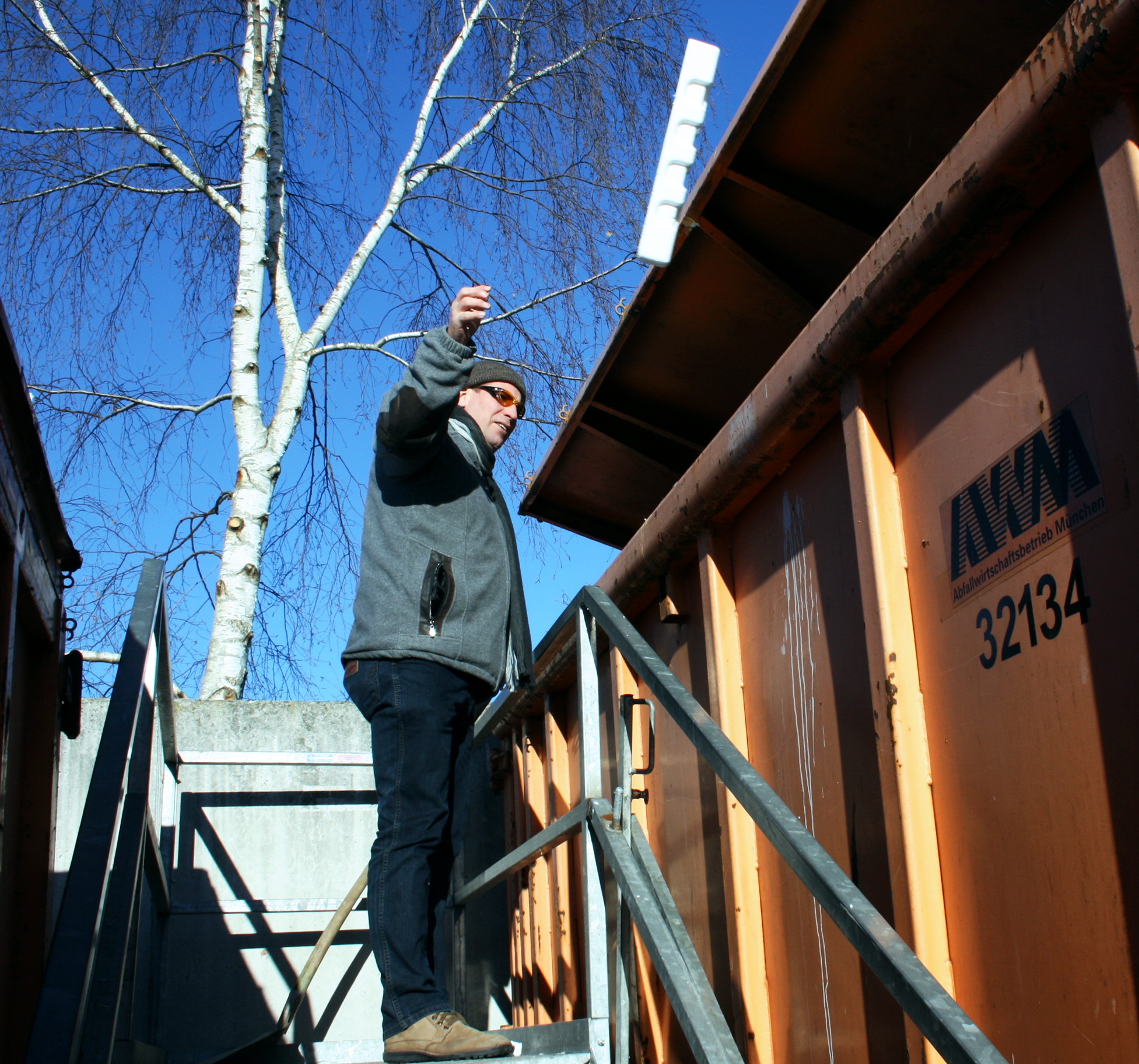
Entsorgung einer Polystyrol-Verpackung im Wertstoffhof

Ein Recycling- oder Wertstoffhof (auch Abfallwirtschaftshof, Bauhof oder Sortierschleife, in Österreich Altstoffsammelzentrum oder Mistplatz (Wien), in der Schweiz auch Werkhof oder Entsorgungshof) ist eine abfallwirtschaftliche Einrichtung des öffentlich-rechtlichen Entsorgungsträgers, privater Träger oder Vereine zum Zwecke der Einsammlung und Weiterleitung von Abfällen und Wertstoffen aus privaten Haushalten und dem Kleingewerbe zu Verwertungs- oder Entsorgungsanlagen. Das Wertstoffsammelkonzept des Recyclinghofs gehört zu den sogenannten Bringsystemen, im Gegensatz zu den Holsystemen z. B. der Restmüllsammlung. Zu entsorgende Wertstoffe werden vom Abfallbesitzer selbst zu den Recyclinghöfen gebracht.

## Funktion und Aufgaben
Ein Recyclinghof besteht in der Regel aus einer befestigten Fläche, auf der Container zur getrennten Sammlung aufgestellt sind. Die wesentlichen Abfallfraktionen, die je nach Standortbedingungen angenommen werden, sind Sperrmüll, Altholz, Metallschrott, Grünschnitt, Bauabfälle, Elektrogeräte, Pappe und Altpapier, Altglas, Altkleider, Altfarben, Leuchtstofflampen, Starterbatterien etc.
Die Entsorgung einiger Abfallarten ist kostenfrei, während für die Abgabe anderer Gebühren erhoben werden. Aufgrund logistischer Bedingungen wie Abholzyklen des Transporteurs oder vorhandenen Containerstellflächen werden Maximalmengen je Anlieferung definiert. Mitunter sind, abhängig von den Annahmebedingungen des jeweiligen Verwertungs- oder Entsorgungsbetriebs, auch die Abmessungen bestimmter Gegenstände begrenzt. So können zum Beispiel die Schredder in Kompostieranlagen nur Baumstämme bis zu einem gewissen Durchmesser verarbeiten, so dass dickere Bäume entweder vorzerkleinert oder anderweitig entsorgt werden müssen.
Zuständig für die Annahme aller Wertstoffe auf dem Recyclinghof ist entsprechend fachlich geschultes Servicepersonal. Dieses bewertet die mitgebrachten Abfälle und unterstützt dabei, die Abfälle korrekt in die dafür vorgesehenen Container zu entsorgen.

## Situation in Deutschland

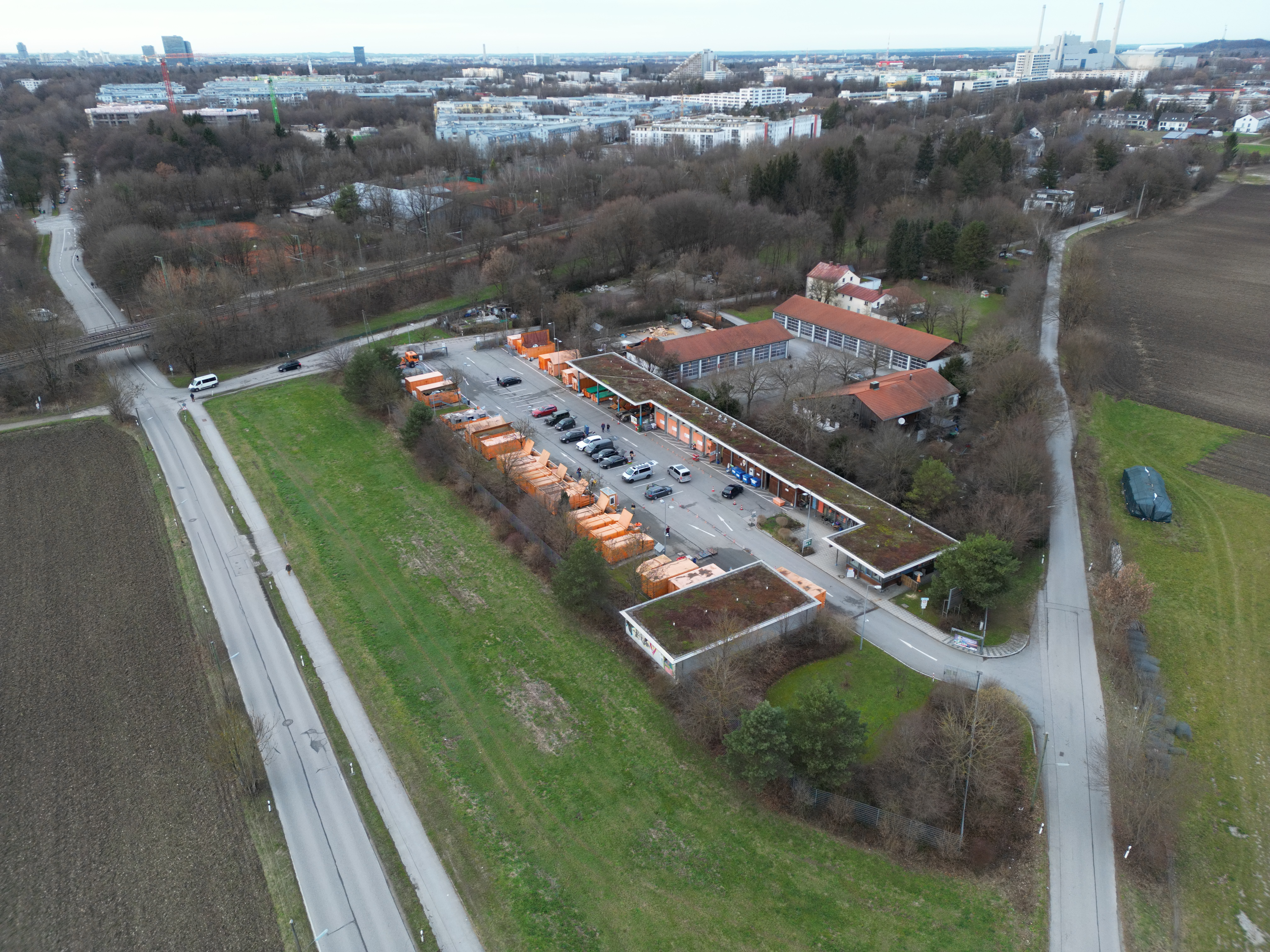
Luftbild des Wertstoffhofs Englschalking, München

Recyclinghöfe in Deutschland sind Anlagen, die den Regeln des Bundes-Immissionsschutzgesetzes unterliegen, wonach der Betreiber eine Schädigung von Umwelt und Mensch durch die Emissionen seiner Anlage durch geeignete Mittel zu verhindern bzw. zu vermindern hat. Ebenso gilt, neben einer Reihe anderer Rechtsvorschriften, das Kreislaufwirtschafts- und Abfallgesetz, wonach die Abfälle bestmöglich getrennt und vorrangig vermieden, danach verwertet und dann erst beseitigt werden dürfen. Ziel ist es, durch Recycling Ressourcen zurückzugewinnen und wieder in den Produktionskreislauf einzuspeisen. Manche Betreiber von Recyclinghöfen geben deswegen brauchbare Gegenstände auch wieder an Bedürftige ab oder betreiben selbst Zerlege- und Sortierbetriebe. Die Abfälle werden also an anderer Stelle weiterverwendet oder es werden neue Produkte durch Verwertung gewonnen. Ziel ist es stets, die Abfallmenge zu vermindern.
Wertstoffhöfe werden in der Regel in einer Gemeinde in Ergänzung zu den aufgestellten Mülltonnen und der Sperrmüll-Straßensammlung angeboten. Der Einzugsbereich je Einrichtung liegt in Deutschland in der Regel bei 50.000 Haushalten und einem Anlieferungsradius von 15 km. Diese Sammelstellen für die Entsorgung von Abfällen gibt es deutschlandweit. Allein in Berlin sind über 20 Wertstoffhöfe zu finden, wobei die Berliner Stadtreinigung (BSR) in Deutschland als größter kommunaler Entsorger gilt.

## Situation in Österreich

Logo

In Österreich wird ein Wertstoffhof als Altstoffsammelzentrum (ASZ) bezeichnet, in Wien heißt er Mistplatz, in der Steiermark auch Ressourcenpark. Nach § 28b des Abfallwirtschaftsgesetzes (AWG 2002) müssen die Gemeinden der Bevölkerung eine getrennte Sammlung für Papier, Glas, Metall, Bioabfälle, Kunststoff und Textilien anbieten. Die ersten ASZ wurden in den späten 1980er Jahren errichtet, inzwischen gibt es in den österreichischen Gemeinden rund 1.800 Zentren. Die Entsorgung haushaltsüblicher Mengen an Abfällen aus Privathaushalten ist bis auf Ausnahmen entgeltfrei. Welche Abfallarten kostenlos abgegeben werden können und für welche Gebühren erhoben werden, hängt von den jeweiligen Landes- und Gemeinderegelungen ab. Die Entgelte für die Entsorgung einiger Abfälle können sich für Privatpersonen und für Gewerbetreibende unterscheiden.
In den Altstoffsammelzentren werden rund 80 verschiedene Abfallarten gesammelt, die sich grob in fünf Kategorien einteilen lassen:
- Verpackungen (Glas, Kunststoff, Metall, Karton, Sonstige)
- Altstoffe (Glas, Kunststoff, Metall, Papier, sonstige Altstoffe)
- Elektrogeräte (Altgeräte, Batterien)
- Problemstoffe (öl- und lösemittelhältige Stoffe, Labor- und Chemieabfälle, sonstige gefährliche Abfälle)
- Sonstige Abfälle (nicht gefährliche Stoffe)

Nicht jedes ASZ nimmt jede Abfallart an; einige besitzen eingeschränkte Kapazitäten, andere haben sich auf bestimmte Abfallgruppen spezialisiert.
Um das Abfallaufkommen zu verringern, werden nach dem Grundsatz „Wiederverwendung vor Weiterverwertung“ zunehmend Re-Use-Annahmestellen in den Altstoffsammelzentren eingerichtet und in die Logistik integriert. Oberösterreich ist hier Vorreiter, auch in Wien ist Refurbishing bereits Standard. In Vorarlberg wurden zunächst in Zusammenarbeit mit der Caritas Re-Use-Sammeltage für gebrauchsfähige Elektrogeräte in den größeren ASZ etabliert. Die reparierten und geprüften Geräte werden dann in den Carla-Läden günstig verkauft. Das Konzept wurde anschließend auf andere Produktgruppen und weitere sozialwirtschaftliche Partnerbetriebe erweitert. Im Burgenland ist eine flächendeckende Umsetzung im Entstehen. In den anderen Bundesländern gibt es engagierte regionale Umsetzungen, jedoch noch kaum landesweite Angebote.

### Umsetzung in einzelnen Bundesländern

#### Niederösterreich
In Niederösterreich bestehen in allen Gemeinden Altstoffsammelzentren. Derzeit (Stand 2024) gibt es in Summe rund 430 Sammelzentren, von denen viele vor mehr als 25 Jahren errichtet wurden. Sie werden größtenteils über 22 regionale Abfallverbände organisiert, an denen 560 Gemeinden beteiligt sind. Die Städte St. Pölten, Krems und Klosterneuburg haben jeweils eine eigene verbandsähnliche Organisation. Alle sind ihrerseits Mitglieder im Verein „die Niederösterreichischen Umweltverbände“, der mit dem Inkrafttreten der Verpackungsverordnung (VerpackVO) als „Niederösterreichischer Abfallwirtschaftsverein“ gegründet wurde.
Mit dem NÖ Landes-Abfallwirtschaftsplan 2016–2020 wurde beschlossen, die Altstoffsammelzentren (ASZ) zu regionalen Wertstoffzentren (WSZ) weiterzuentwickeln. In einer vom Land beauftragten Studie wurden 2023 die unterschiedlichen Organisationsstrukturen der Sammelzentren auf ihre Wirksamkeit evaluiert. Darin wurden die drei Betriebsformen (gemeindebetrieben, verbandsgeführt, mit elektronischem Zugang) hinsichtlich Sammelqualität, Bürgerangebot und Kosten verglichen. Die Ergebnisse zeigen, dass verbandsbetriebene WSZ insbesondere bei der Sammelqualität sowie bei der Betreuung vor Ort den höchsten Nutzen aufweisen, während WSZ mit E-Zugang den höchsten Nutzwert bezüglich des Bürgerangebots erreichen, insbesondere durch die langen Öffnungszeiten und die hohe Kundenakzeptanz (Anlieferungen pro Haushalt und Jahr). Bei der Sammelqualität zeigen sich jedoch Schwächen durch einen erhöhten Nachbereitungsaufwand. Die älteren, gemeindebetriebenen WSZ weisen hingegen den geringsten Gesamt-Nutzwert auf und schneiden – trotz geringer Investitions- und Personalkosten – in der Gesamtbewertung (Kosten-Nutzen) am schlechtesten ab.

#### Oberösterreich

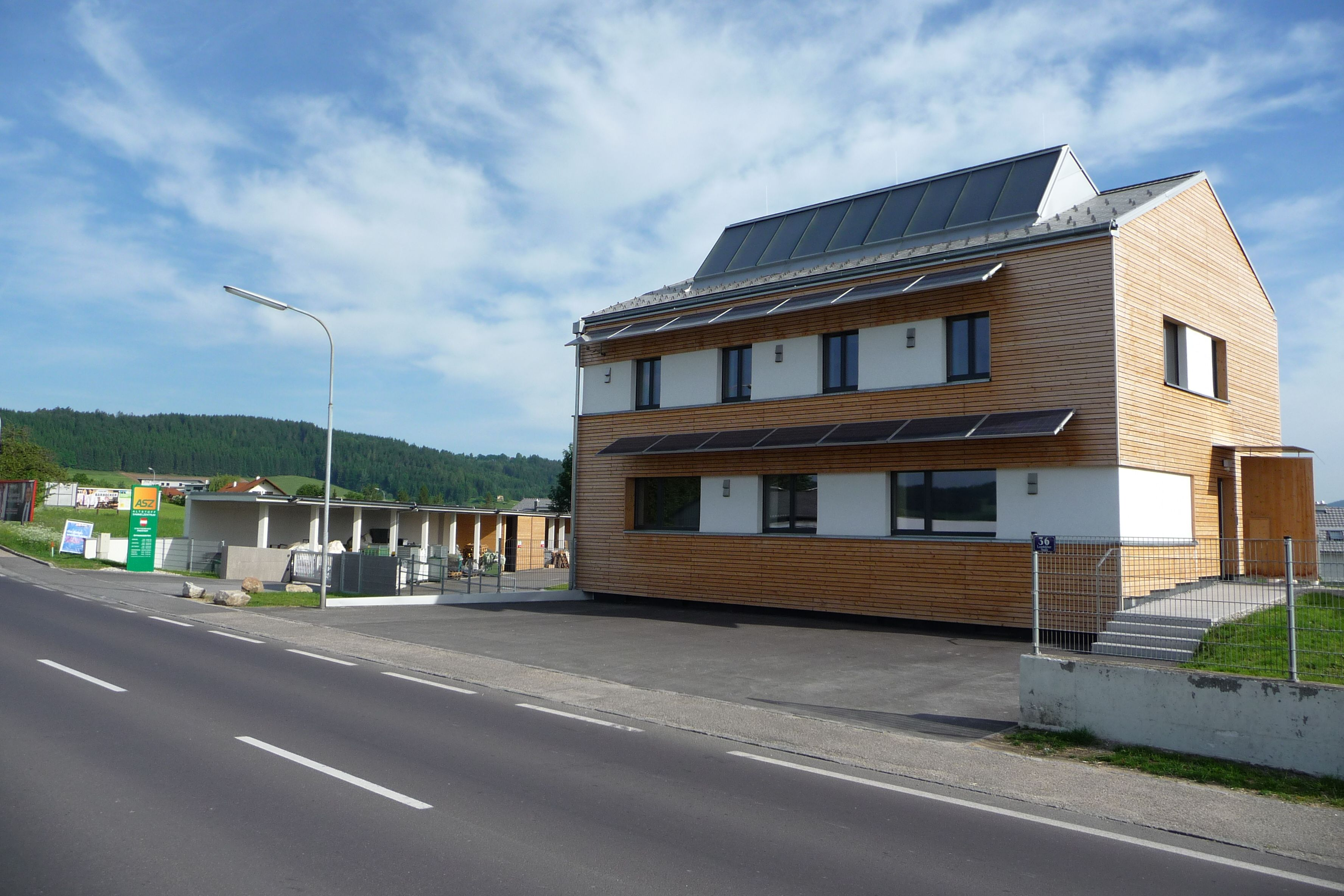
Altstoffsammelzentrum in Freistadt, Öberösterreich

Das erste Altstoffsammelzentrum Oberösterreichs entstand 1988 in der Gemeinde Weibern. Seit den 1990er Jahren besteht ein dichtes Netz aus heute (2024) rund 180 Zentren. Alle Bezirke sind an der O.Ö. Landes-Abfallverwertungsunternehmen AG (LAVU) beteiligt, die die Planung, Betriebsführung und das Personal der ASZ sowie die Logistik und Verwertung der Abfallstoffe organisiert.
Im Jahr 2007 wurden in Oberösterreichs Sammelzentren 197.000 Tonnen Abfälle gesammelt, 2023 waren es bereits 272.000 Tonnen (1,5 % weniger als im Vorjahr). Insgesamt werden hier mehr als 40 % der Siedlungsabfälle sortenrein erfasst, primär für die stoffliche Verwertung und die Wiederverwendung. Bereits seit Ende der 1990er Jahre gibt es das ReVital-Netzwerk von Aufbereitungsbetrieben und Läden, in denen gebrauchte Waren nach Überprüfung bzw. Aufbereitung verkauft werden. Diese sind teilweise baulich an die ASZ angeschlossen, teilweise auf eigenen Standorten errichtet. 2018 wurden in Summe rund 1.593 Tonnen ReVital-Waren gesammelt, davon 30 % (471 Tonnen) über die ASZ-Vorsammelschiene.

#### Steiermark

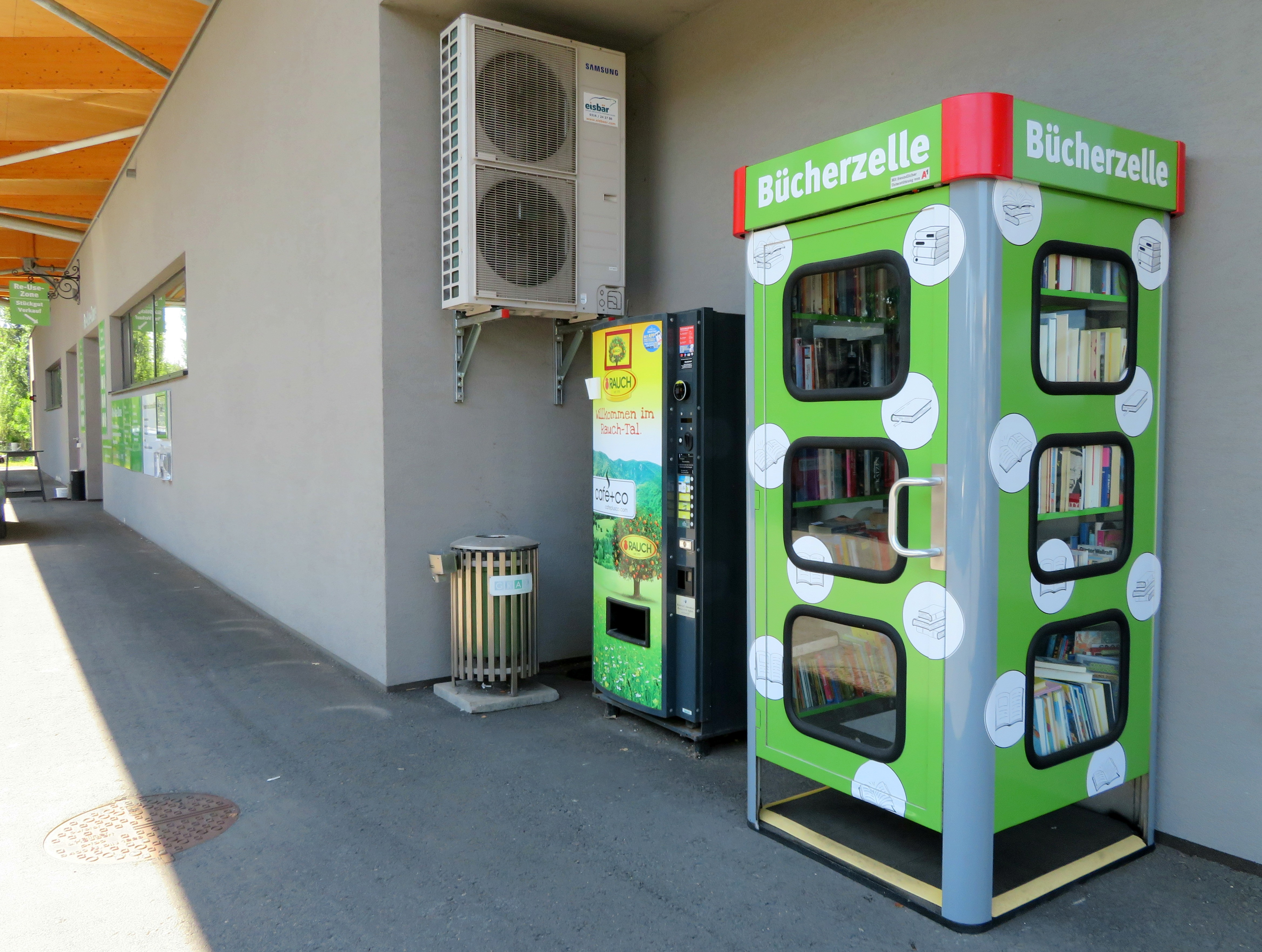
Öffentliche Bücherzelle im Ressourcenpark in Graz

Die Steiermark besitzt seit über 20 Jahren ein dichtes Netz an Altstoffsammelzentren, dessen Ursprünge in die 1980er Jahre zurückgehen und das seitdem kontinuierlich
ausgebaut wurde. Seit 1991 fördert das Land die Errichtung von stationären Alt- und Problemstoffsammelzentren gezielt; im Zeitraum von 1991 bis 2002 wurden dafür insgesamt rund 12,1 Mio. Euro an Fördermitteln genehmigt. Im Jahr 2021 standen in der Steiermark 267 stationäre Sammeleinrichtungen zur Verfügung, die von Kommunen oder einem der 16 Abfallwirtschaftsverbände betrieben werden. Die Stadt Graz nimmt die Aufgaben eines Abfallwirtschaftsverbandes selbst wahr.
Seit 2019 werden vermehrt sogenannte Ressourcenparks in Betrieb genommen, die von der Bevölkerung als Serviceeinrichtung mit bedarfsgerechter Kundenausrichtung wahrgenommen werden sollen. Dazu gehören neben einer modernen technischen Ausstattung, einem breiten Spektrum verschiedener Abfallfraktionen und dem Einsatz von Abfallberatern weitere angebundene Angebote wie Repair-Cafés oder Re-Use-Läden.

#### Wien
In Wien stehen seit 1988 rund 15 Mistplätze der MA 48 zur Verfügung. Sie sind vor allem für die Entsorgung von Abfällen aus Privathaushalten gedacht, nicht für die von gewerblichem Müll. Zusätzlich zu den oben genannten Abfallarten werden in Wien auch Bioabfall und Sperrmüll in haushaltsüblichen Mengen kostenfrei angenommen. Die Entsorgung größerer Sperrmüllmengen, z. B. aus Wohnungsauflösungen, und die Abgabe von Restmüll sind hingegen kostenpflichtig.

## Bewertung

### Vorteile
Das Recyclinghofkonzept bietet als Bringsystem einige Vorteile gegenüber Holsystemen:
- Ein hervorstechendes Merkmal ist, dass Wertstoffe zu der Zeit abgegeben werden können, wenn sie anfallen. Bei Holsystemen müssen Abfälle ggf. zu Hause gelagert werden, bis eine Abholung bzw. Leerung erfolgt. Dies führt u. U. zu räumlichen, geruchlichen und hygienischen Beeinträchtigungen.
- Recyclinghöfe garantieren Bürgerinnen und Bürgern eine sachgerechte und gesetzeskonforme Sortierung der abgegebenen Wertstoffe und Abfälle. Zudem stellen sie sicher, dass diese im Anschluss an geeignete Abfallverwertungs- bzw. Recyclingunternehmen übergeben werden.[16]
- Die Sortierqualität kann im Recyclinghof besser sein als bei industrieller Sortierung, da alle Wertstoffe manuell sortiert werden. In der Regel erfolgen weniger Fehlwürfe, da die Entsorgung der Abfälle in die bereitgestellten Behälter meist von geschultem Personal beaufsichtigt oder sogar nachsortiert wird. Aufgrund der besseren Sortenreinheit werden ggf. beim Entsorger geringere Entsorgungskosten fällig, sodass die Entgelte bzw. Gebühren reduziert werden können (z. B. bei Altholz oder Altpapier).[17]
- Auf einem Recyclinghof kann der Abfall an einem Standort in einer größeren Anzahl von Abfallfraktionen getrennt werden. Im Holsystem werden weniger Abfallfraktionen angeboten.
- Die Annahme umweltgefährdender Stoffe (z. B. Batterien und Akkus, Altfarben, Elektronikschrott) unterstützt deren kontrollierte Entsorgung.[18]
- Ein weiterer entscheidender Vorteil von Recyclinghöfen ist die höhere Datensicherheit. Wichtige Dokumente wie Akten oder Röntgenbilder können direkt entsorgt werden, ohne, dass sie bis zur Abholung im Hausmüll verweilen, wo sie für Dritte zugänglich sind.
- Recyclinghöfe sind wichtige Kommunikationsorte für Abfallthemen. Durch Bildungsangebote tragen sie zur Abfallvermeidung und korrekten Abfallsammlung bei.[19]

### Nachteile
- Bringsysteme haben den Nachteil, dass die Abfälle vom Abfallbesitzer selbst zu einem Standort (z. B. Entsorgungsanlage oder Recyclinghof) transportiert werden müssen.
  - Somit werden einerseits immobile Personen ausgeschlossen. Ältere, Behinderte oder auch Menschen ohne eigenes für den Transport geeignetes Kraftfahrzeug können aufgrund der Entfernung oft nicht am Recyclinghofkonzept teilnehmen. Auch die teils schlechte Erreichbarkeit mittels ÖPNV trägt dazu bei, dass Abfälle nicht den Weg zum Recyclinghof finden.[20]
  - Andererseits ergeben sich durch die separaten Anfahrten in Summe längere Transportwege als bei einem Holsystem.
- Recyclinghöfe sind nur zu bestimmten Tageszeiten geöffnet, die oft im zeitlichen Konflikt mit den Arbeitszeiten Berufstätiger liegen.
- Die separate Lagerung vieler verschiedener Fraktionen führt zu einem hohen Flächenbedarf, der mit zunehmender Sortiertiefe steigt.

Eine gute und bereits etablierte Alternative zu Recyclinghöfen stellen Holsysteme von Entsorgungsbetrieben dar. Neben kommunalen transportieren viele private Anbieter auch große Müllmengen oder sperrige Abfälle ab. Dazu gehören beispielsweise Elektronikschrott, funktionsuntüchtige Altautos oder große Sammelbehälter wie Abfallcontainer. Der Abfallbesitzer ist nicht mehr an Öffnungszeiten der Recyclinghöfe gebunden oder muss eine Distanz zum Recyclinghof überwinden. Abfallmengen und Abholtermin können mit dem Entsorgungsbetrieb individuell abgestimmt werden. Auch digitale Wertstoffhöfe mit einem Self-Service ermöglichen es Bürgerinnen und Bürgern, außerhalb der normalen Öffnungszeiten Abfälle abzugeben. Das geht über einen Schließmechanismus, der per App bedient werden kann.